# Fort van Carrawburgh
Het Fort van Carrawburgh was een Romeins fort in het centrale deel van de Muur van Hadrianus. Het lag tussen de forten van Housesteads in het westen en Cilurnum (Chesters) in het oosten. Het fort kreeg van de Romeinen verschillende namen: Brocolitia of Procolita.
Het fort had de vorm van een vierhoek met afgeronde hoeken. Aan elke zijde had het fort een poort. De westelijke en oostelijke poort gaven uit op de militaire weg die achter de muur liep. Centraal lag het hoofdkwartier (principia). Het fort was 1,4 hectare groot en kon een garnizoen van ongeveer 500 man herbergen. Dit waren hulptroepen uit Gallië, aanvankelijk uit het zuidwesten van het huidige Frankrijk en laten uit het zuiden van het huidige België. In de 3e eeuw herbergde het fort het Cohors I Batavorum eq., dit was een gemengd cohort met infanterie en cavalerie. 
Bij het fort werd een kleine tempel voor Mithra (mithraeum) met drie altaren gevonden, tentoongesteld in het Great North Museum in Newcastle. Nabij het fort lag de tempel van Cov(v)entina, naast een bron. Hier werden veel offergaven en votiefgeschenken opgegraven van soldaten en niet-militaire gemeenschappen die langs de Muur van Hadrianus woonden. Verder was er een badhuis.

## Galerij

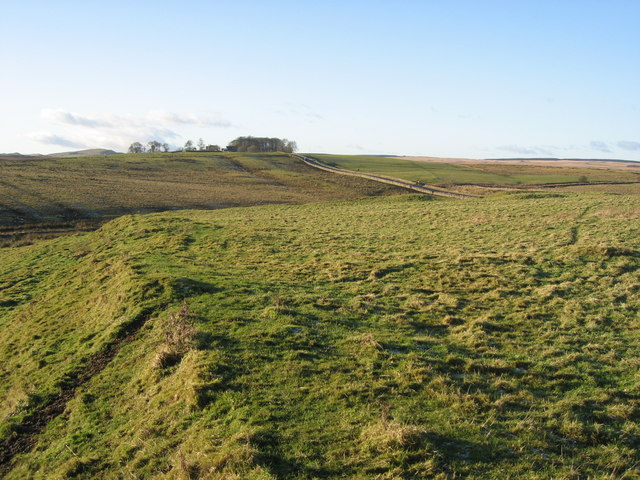
Resten van het fort
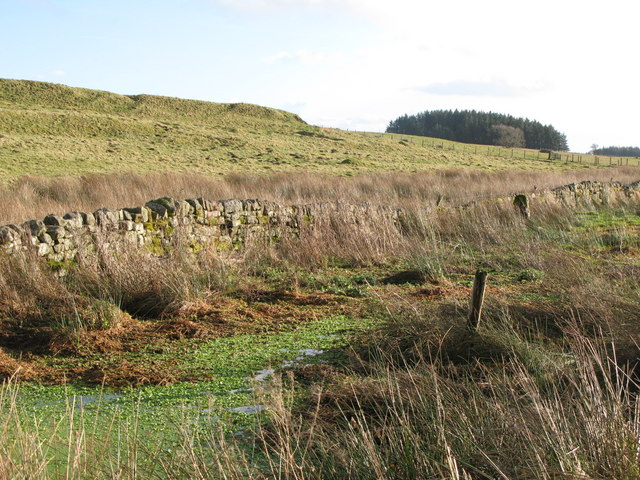
Bron van Coventina
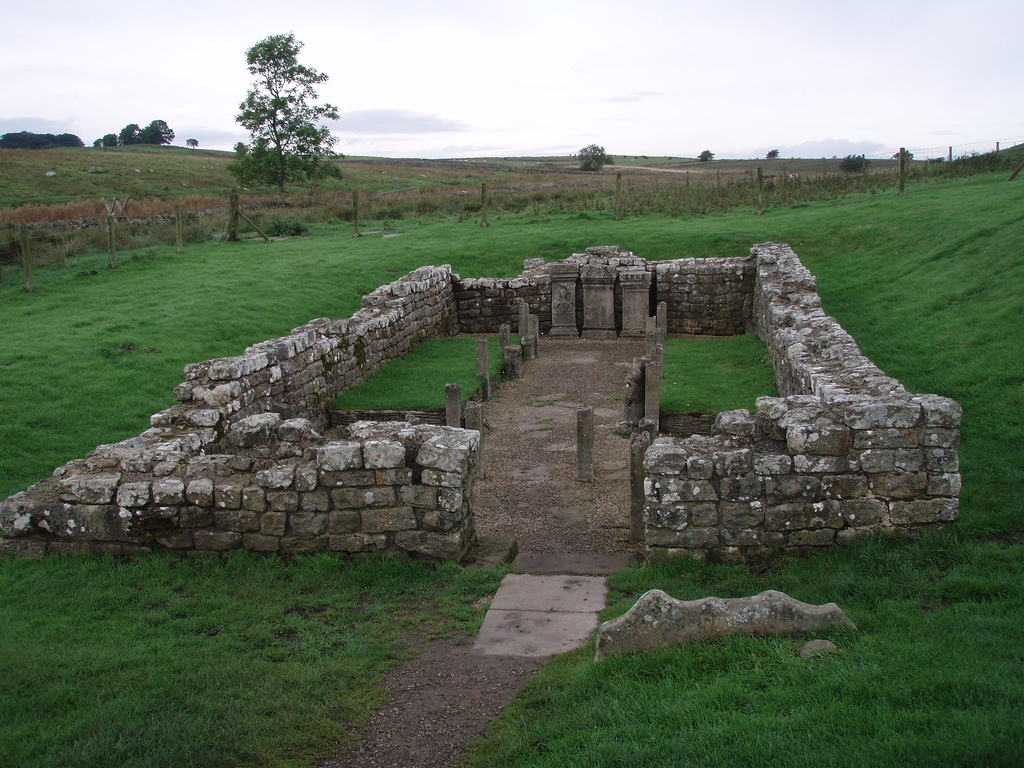
Mithraeum
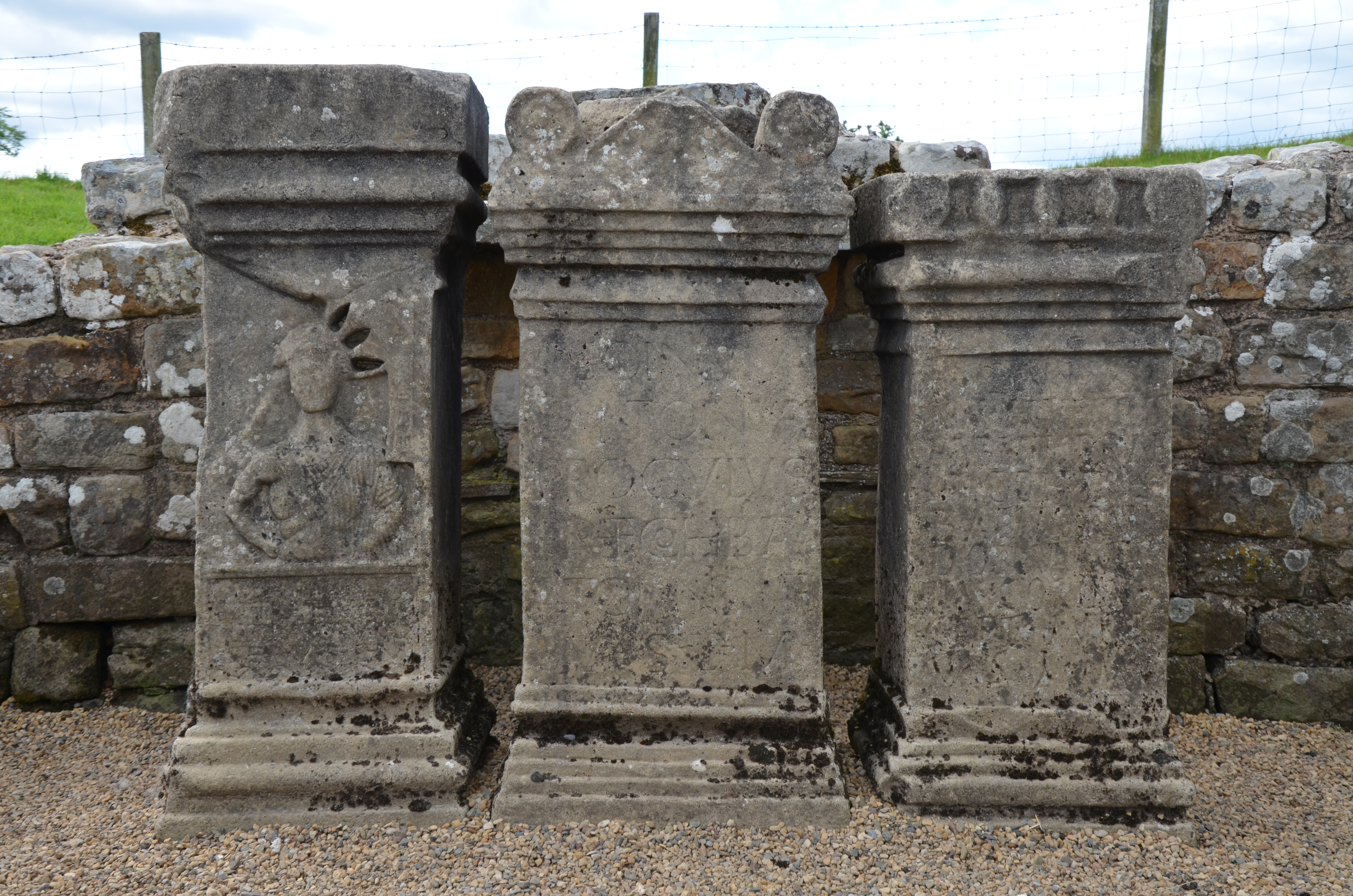
Altaren uit het mithraeum